# Dino Rađa
Dino Rađa (ur. 24 kwietnia 1967 w Splicie) – chorwacki koszykarz, występujący na pozycji silnego skrzydłowego, dwukrotny mistrz Europy i srebrny medalista olimpijski.
Zawodową karierę zaczynał w Jugoplastice z rodzinnego miasta, pod koniec lat 80. jednym z najmocniejszych klubów w Europie. Jugoplastika w 1989 i 1990 zdobywała Puchar Europy, a Rađa był jedną z najważniejszych postaci w zespole. W 1990 przeszedł do zespołu z Rzymu (Lottomatica Rzym), wcześniej został wybrany do NBA w drafcie 1989 przez Boston Celtics (z numerem 40). W Stanach Zjednoczonych występował w latach 1993-1997. Później grał w Panathinaikosie (1997-1999), KK Zadar (1999-2000), Olympiakosie (2000-2001) i Cibonie Zagrzeb (2002-2003).
Karierę kończył w 2003 w KK Split (dawna Jugoplastika), zdobywając tytuł mistrza Chorwacji.
Pierwsze srebro olimpijskie wywalczył w Seulu w barwach Jugosławii. Jako reprezentant tego kraju był także mistrzem Europy (dwukrotnie, w 1989 i 1991). Po rozpadzie Federacji grał w barwach Chorwacji, w 1992 sięgając po kolejne srebro. Brał udział w IO 1996, był brązowym medalistą mistrzostw świata (1994) i Europy (1993 i 1995).

## Osiągnięcia
Na podstawie, o ile nie zaznaczono inaczej.

### Kadra
- Mistrz:
  - Europy (1989, 1991)
  - Igrzysk Dobrej Woli (1990)
  - świata U–19 (1987)
- Wicemistrz:
  - olimpijski (1988, 1992)
  - igrzysk śródziemnomorskich (1993)
- Brązowy medalista mistrzostw:
  - świata (1994)
  - Europy (1987, 1993, 1995)
- Zaliczony do składu najlepszych zawodników:
  - Eurobasketu (1989)
  - mistrzostw świata (1994)

### Europa
Drużynowe
- Mistrz:
  - Pucharu Europy Mistrzów Krajowych (1989, 1990 - obecnej Euroligi)
  - Jugosławii (1988-90)
  - Grecji (1998, 1999)
  - Chorwacji (2002, 2003)
- Zdobywca pucharu:
  - Koracia (dzisiejszego Eurocupu - 1992)
  - Chorwacji (2000, 2002)
  - Jugosławii (1990)

Indywidualne
- MVP:
  - Final Four Euroligi (1989)
  - Pucharu Chorwacji (2000)
  - meczu gwiazd ligi włoskiej (1991)
  - finałów ligi greckiej (1998)
- Wybrany do:
  - FIBA’s 50 Greatest Players
  - 50 Greatest Euroleague Contributors (2008)
  - Koszykarskiej Galerii Sław im. Jamesa Naismitha (2018)[7]
- Lider:
  - strzelców Pucharu Chorwacji (2000)
  - w zbiórkach:
    - sezonu zasadniczego ligi greckiej (1998, 2001)
    - całego sezonu (regularny+play-off) ligi greckiej (1998, 1999, 2001)
    - ligi chorwackiej (2000, 2003)
- 3-krotnie powoływany do udziału w Euro All-Star Game (1997–1999)
- Uczestnik FIBA All-Star Game (1991)

### NBA
- Zaliczony do II składu debiutantów NBA (1994)[8]
- Uczestnik pierwszego w historii NBA meczu debiutantów - NBA Rookie Challenge (1994)
- Debiutant miesiąca NBA (listopad 1993)[9]